# 着床

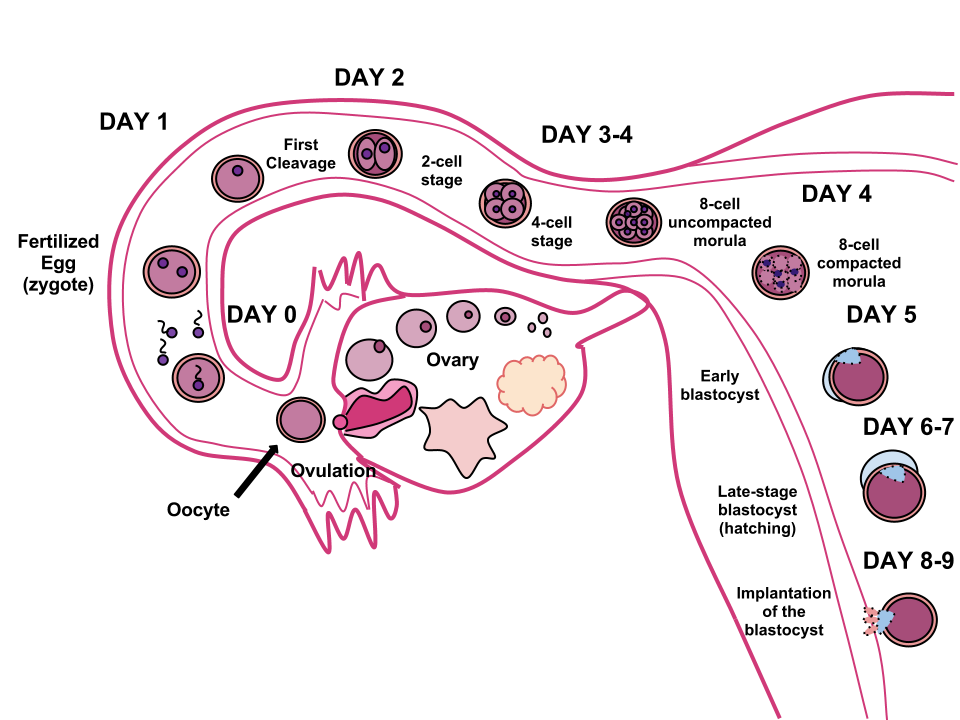
人早期胚胎發育示意圖。胚胎在受精後開始向子宮運動。數次卵裂後，胚胎先發育爲桑葚胚（morula），再發育爲胚胞（blastocyst）。胚胎外週的透明帶（zona pellucida）大約在第五天分解。着床過程始於受精後的第6-7天，於第11-12天完成

着床又称植入，指人以及部分哺乳動物胚胎早期發育中胚胞植入子宮內膜的過程。着床完成後，胚胞會進入原腸胚階段，原腸胚形成過程開始。
在人胚胎發育過程中，包圍胚胎外週的透明帶會在受精後第五天左右分解，使得胚胞能植入子宮內膜中。同時，在着床前，子宮內膜的分泌會變得旺盛。着床過程大約在受精後的第6-7天開始。在此過程中，胚胞的滋養層（cytotrophoblast, TE）會分化爲細胞滋養層（cytotrophoblast）和合體滋養層（syncytiotrophblast）。合體滋養層會穿過子宮內膜，並與子宮內膜之下的結締組織融合。融合區域會形成爲胚胎輸送營養物質的血管網。同時，子宮內膜會增厚，並增加血流供應，以利胚胎的營養供應。着床過程大約在第11-12天完成。如果胚胎未能植入子宮體部和底部，而是植入其他部位（如輸卵管等位置），就會發生異位妊娠（即俗稱的「子宮外孕」），使孕婦的生命受到威脅。